# رعد و برق سفید (فیلم ۲۰۰۹)
رعد و برق سفید (به انگلیسی: White Lightnin') فیلمی محصول سال ۲۰۰۹ و به کارگردانی دومنیک مورفی است. در این فیلم بازیگرانی همچون ادوارد هاگ، کری فیشر، موس واتسون و اوون کمبل ایفای نقش کرده‌اند.